# Maria (журнал)
«Maria» (укр. Марія) — щотижневий жіночий журнал, що видається у Квелузі, Лісабон, Португалія. Виходить з 1978 року і є одним з найпопулярніших видань у країні.

## Історія та зміст
«Maria» був заснований у 1978 році. Штаб-квартира журналу знаходиться в місті Квелуз, Лісабон. Журнал є частиною групи Impala Group, яка також володіє журналом про знаменитостей «Nova Gente». Maria виходить щотижня у видавництві Impala Sociedade Editorial SA.
У 2007 році було продано 243 000 примірників журналу «Maria». У 2010 році тираж журналу становив 203 817 примірників. У 2011 році він знизився до 201 063 примірників, а у 2012 році — до 190 826 примірників. У вересні-жовтні 2013 року тираж журналу склав 177 770 примірників. У 2016 році тираж «Maria» становив 145 420 примірників, що робить його найбільш тиражованим виданням у країні.